# Protihluková stěna

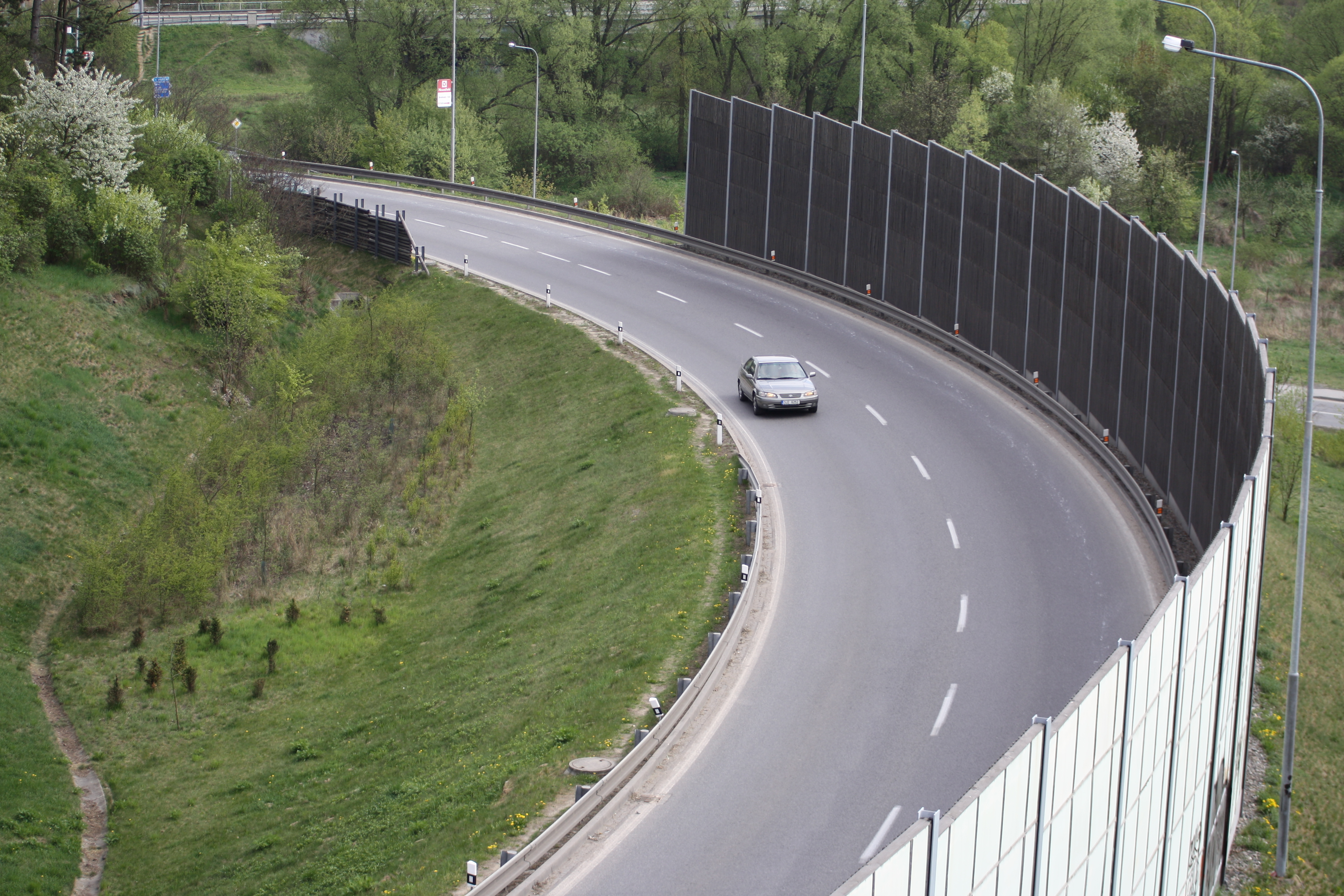
Protihluková stěna u silnice II/360 u Třebíče

Protihluková stěna je forma zdi a zvukové izolace, která je, většinou poblíž obcí, stavěna okolo hlučných silnic, dálnic či železnic, aby snižovala škodlivé účinky dopravního hluku. Při výstavbě těchto zdí by měl být kladen důraz na co nejšetrnější začlenění do okolní krajiny. Umisťují se mimo průchozí a průjezdní prostory. Od komunikace stojí v bezpečné vzdálenosti, která je závislá na odolnosti proti nárazu vozidel a deformační hloubce materiálu.
Stěny delší než 300 metrů musí být opatřeny únikovými otvory, které jsou od sebe vzdálené maximálně 150 metrů. Kromě stěn se k odhlučnění mohou používat i zemní valy, které se pro zvýšení účinnosti osazují vegetací, která rovněž brání erozi.